# 有賀リエ連作集 工場夜景
『有賀リエ連作集 工場夜景』（あるがリエれんさくしゅう こうじょうやけい）は、有賀リエによる日本の漫画作品。『モーニング』（講談社）2022年13号から同年20号まで連載された。

## 概要
有賀は、SNSで性暴力事件の被害者本人の声が出るようになり、凄惨な現実が可視化される状況の中で、被害者や加害者の家族の問題が頭に出てきたのが創作のきっかけとなった。犯罪加害者は「普通の人」なのが多く、その余波で加害者の近親の人物がネット上に晒されることで、「もう一人の被害者」が出来上がる。有賀は実際に娘が殺された父親の手記を読み、過熱報道の影響で外出できなくなり、残された子どもにストレス障害が出たことを見た。ひとつの犯罪に無数の被害者がいることを感じた有賀は、本作は「被害者同士の物語」であるともいう。本作の事件にモデルはないが、リアリティの追求のために弁護士に話を聞き、ストーリーに生かしている。「被害者の二次被害」や「被害者の近親者が証拠集めに動く」点など、あまり知られていない問題をこのようにして描いた。性暴力を題材にした作品のため、細心の注意を込めて制作し、常に「被害者本人の存在」に寄り添うようにしていた。
工場夜景は有賀も興味があり、人の心を引き付けるものがあるという。主人公の2人を象徴するモチーフとして、早い段階から作品タイトルに決めていた。

## あらすじ
幼馴染の常盤貴臣と本仮屋碧。高校時代の17歳の夏、貴臣は碧に「工場夜景を見に行かないか」と提案する。だが、当日、貴臣がいた待ち合わせ場所に、碧は来なかった。碧が出かける直前、碧の家に刑事が訪れ、碧の父を準強制性交等罪の容疑で連行する。貴臣は帰宅後、叔父から、1か月半前に、母が酒に酔った隙に強姦されていたことを知らされる。その犯人は、碧の父親だった。
事件の報道は瞬く間に高校内でも広まり、貴臣には被害者の息子、碧にも加害者の娘というレッテルが、社会人となった後も付きまとっていた。

## 書誌情報
- 有賀リエ 『有賀リエ連作集 工場夜景』 講談社〈モーニングKC〉、全1巻
  1. 2022年6月22日発売[4]、『モーニング』2022年13号[1] - 16号、18号 - 20号[2]、ISBN 978-4-06-527853-6